# هوارد د. تايلور
هوارد د. تايلور (بالإنجليزية: Howard D. Taylor) هو سياسي أمريكي، ولد في 8 مارس 1878 في إنديبيندينس في الولايات المتحدة، وتوفي في 14 سبتمبر 1944 في سياتل في الولايات المتحدة. حزبياً، نشط في الحزب الجمهوري. وقد انتخب عضو مجلس نواب واشنطن.